# Globos de Ouro de 2022
A 26.ª edição dos Globos de Ouro ocorreu a 2 de outubro de 2022, no Coliseu dos Recreios, em Lisboa. Foi apresentada por Clara de Sousa e transmitida simultaneamente pela SIC, uma das duas organizadoras dos prémios - juntamente com a revista Caras - e pela SIC Caras.

## Apresentador
A 26.ª Edição dos Globos de Ouro foi pela segunda vez, apresentada por Clara de Sousa, depois da estreia na edição passada, na edição de 2021.

## Nomeados

### Cinema
| Melhor filme                 | Melhor filme                      | Melhor atriz    | Melhor atriz               | Melhor ator         | Melhor ator         |
| Filme                        | Realizador                        | Atriz           | Filme                      | Ator                | Filme               |
| “A Metamorfose dos Pássaros” | Catarina Vasconcelos              | Anabela Moreira | “O Último Banho”           | Carloto Cotta       | “Diários de Otsoga” |
| Nomeados                     | Nomeados                          | Nomeados        | Nomeados                   | Nomeados            | Nomeados            |
| “Bem Bom”                    | Patrícia Sequeira                 | Ana Moreira     | “Sombra”                   | João Arrais         | “Serpentário”       |
| “Diários de Otsoga”          | Maureen Fazendeiro e Miguel Gomes | Crista Alfaiate | “Diários de Otsoga”        | João Nunes Monteiro | “Diários de Otsoga” |
| “O Último Banho”             | David Bonneville                  | Gabriela Barros | “O Som Que Desce na Terra” | Miguel Borges       | “Terra Nova”        |
| “Terra Nova”                 | Artur Ribeiro                     | Lia Carvalho    | “Bem Bom”                  | Pedro Lacerda       | “Terra Nova”        |

### Teatro
| Melhor Peça/ Espetáculo                                 | Melhor Peça/ Espetáculo | Melhor atriz     | Melhor atriz                      | Melhor ator     | Melhor ator                               |
| Peça                                                    | Encenação               | Atriz            | Peça                              | Ator            | Peça                                      |
| “Selvagem”                                              | Marco Martins           | Rita Rocha Silva | “Lua Amarela”                     | Adriano Luz     | “Um, Dois, Três”                          |
| Nomeados                                                | Nomeados                | Nomeados         | Nomeados                          | Nomeados        | Nomeados                                  |
| “Além da Dor”                                           | Rodrigo Francisco       | Carla Maciel     | “Eu Sou Clarice”                  | Américo Silva   | “A Morte de Um Caixeiro Viajante”         |
| “Espectros”                                             | Nuno Cardoso            | Dalila Carmo     | “Opening Night”                   | João Reixa      | “Pequeno Teatro ad Usum Delphini Vanitas” |
| “Monólogo de Uma Mulher Chamada Maria com a sua Patroa” | Sara Barros Leitão      | Joana Bárcia     | “A Morte de Um Caixeiro Viajante” | José Condessa   | “Hamlet”                                  |
| “Pequeno Teatro ad Usum Delphini Vanitas”               | Luís Miguel Cintra      | Rita Blanco      | “Pais & Filhos”                   | Marco D’Almeida | “Eu Sou a Minha Própria Mulher”           |

### Ficção
| Melhor atriz      | Melhor atriz            | Melhor ator          | Melhor ator             | Melhor Projeto          |
| Atriz             | Projeto                 | Ator                 | Projeto                 | Melhor Projeto          |
| Gabriela Barros   | “Pôr do Sol”            | Miguel Nunes         | Glória                  | Glória                  |
| Nomeados          | Nomeados                | Nomeados             | Nomeados                | Nomeados                |
| Jessica Athayde   | “O Clube”               | Albano Jerónimo      | “Princípio, Meio e Fim” | Na Porta ao Lado        |
| Lia Carvalho      | “Bem Bom”               | José Afonso Pimentel | “O Clube”               | “O Clube”               |
| Maria João Bastos | “A Rainha e a Bastarda” | Marco Delgado        | “Prisão Domiciliária”   | “Pôr do Sol”            |
| Victoria Guerra   | Glória                  | Nuno Lopes           | “Princípio, Meio e Fim” | “Princípio, Meio e Fim” |

### Música
| Melhor Música               | Melhor Música               | Melhor Atuação           | Melhor Atuação              | Melhor Intérprete |
| Intérprete                  | Música                      | Intérprete               | Atuação                     | Melhor Intérprete |
| Ana Moura                   | "Andorinhas"                | Carolina Deslandes       | Coliseu dos Recreios        | Dino D’Santiago   |
| Nomeados                    | Nomeados                    | Nomeados                 | Nomeados                    | Nomeados          |
| Bárbara Bandeira e Carminho | "Onde Vais"                 | Banda do Filme Variações | Festas da Cidade de Coimbra | Bruno Pernadas    |
| Dino D’Santiago com Slow J  | "Esquinas"                  | Jorge Palma              | CCB                         | Camané            |
| Maro                        | "saudade, saudade"          | José Cid                 | Campo Pequeno               | Gisela João       |
| Mimi Froes                  | "Declarações de Meia Noite" | Maro                     | Festival da Canção 2022     | Maro              |

### Entretenimento
| Personalidade do Ano | Personalidade no Digital |
| Vasco Palmeirim      | Joana Marques            |
| Nomeados             | Nomeados                 |
| Diana Chaves         | Ana Garcia Martins       |
| João Baião           | Diogo Batáguas           |
| Manuel Luís Goucha   | Mariana Cabral           |
| Sara Matos           | Nuno Markl               |

### Humor
| Personalidade do Ano   |
| Ricardo Araújo Pereira |
| Nomeados               |
| Bruno Nogueira         |
| César Mourão           |
| Herman José            |
| Joana Marques          |

### Moda
| Personalidade do Ano |
| Béhen – Joana Duarte |
| Nomeados             |
| Alexandra Moura      |
| Frederico Martins    |
| Gonçalo Peixoto      |
| Maria Miguel         |

### Prémio Mérito e Excelência
| Prémio Mérito e Excelência |
|                            |
| Rui Nabeiro                |